# St David's
För andra betydelser, se Saint David’s.
St David's (kymriska: Tyddewi) är den minsta orten som har stadsstatus i Storbritannien, med enligt 2011 års folkräkning 1 408 invånare i tätorten. Den ligger längs med floden Alun och på Saint David's-halvön i Pembrokeshire, Wales. Den tillhör St. David's and the Cathedral Close community. 
Staden är byggd kring St David's-katedralen, som var ett populärt mål för pilgrimer under medeltiden. Intill den ligger ruinerna till biskopspalatset från 1300-talet. Ruinerna tas om hand och är öppna för besökare.
Enligt traditionen föddes Sankt David till Sankt Non vid vad som idag heter St Non's, som ligger på tio minuters gångavstånd söder om staden, ungefär år 500. Det sägs också att han döptes i Porthclais, som nu är stadens hamn, och att han grundade staden omkring år 550. Legenden säger att två pilgrimsresor till St David's motsvarar en pilgrimsresa till Vatikanen.
Utöver katedralen finns det flera konstgallerier i staden, och den är populär hos vattensportare. Det finns flera hotell och vandrarhem i staden, men bara en pub.
St David's är den enda staden i Storbritannien som helt och hållet ligger i ett naturreservat, nämligen Pembrokeshire Coast National Park.